# Multipli mijelom
Multipli mijelom (myelo- + -oma, "srž" + "tumor"), poznat i kao mijelom plazma ćelija, mijelomatoza ili Kalerova bolest (po Otu Kaleru),  je karcinom plazma ćelija, što je vrsta belih krvnih zrnaca koja inače imaju ulogu u proizvodnji antitela. Kod multiplog mijeloma se grupe abnormalnih plazma ćelija sakupljaju u koštanoj srži, gde ometaju proizvodnju normalnih krvnih zrnaca. Većina slučajeva multiplog mijeloma takođe donosi i proizvodnju paraproteina, abnormalnog antitela koje može da prouzrokuje probleme sa bubrezima. Često se javljaju u lezije na kostima i hiperkalcemija (visok nivo kalcijuma u krvi).

## Spoljašnje veze
- Kako pobediti multipli mijelom („Politika”, 4. oktobar 2022)
- HEMATOLOGIJA: Od raka krvi oboli 500 ljudi godišnje („Večernje novosti”, 27. septembar 2022)
- Izazovi i mogućnosti lečenja mijeloma u Srbiji („Politika”, 18. mart 2023)

|  | Молимо Вас, обратите пажњу на важно упозорење у вези са темама из области медицине (здравља). |